# 芝川 (埼玉県)

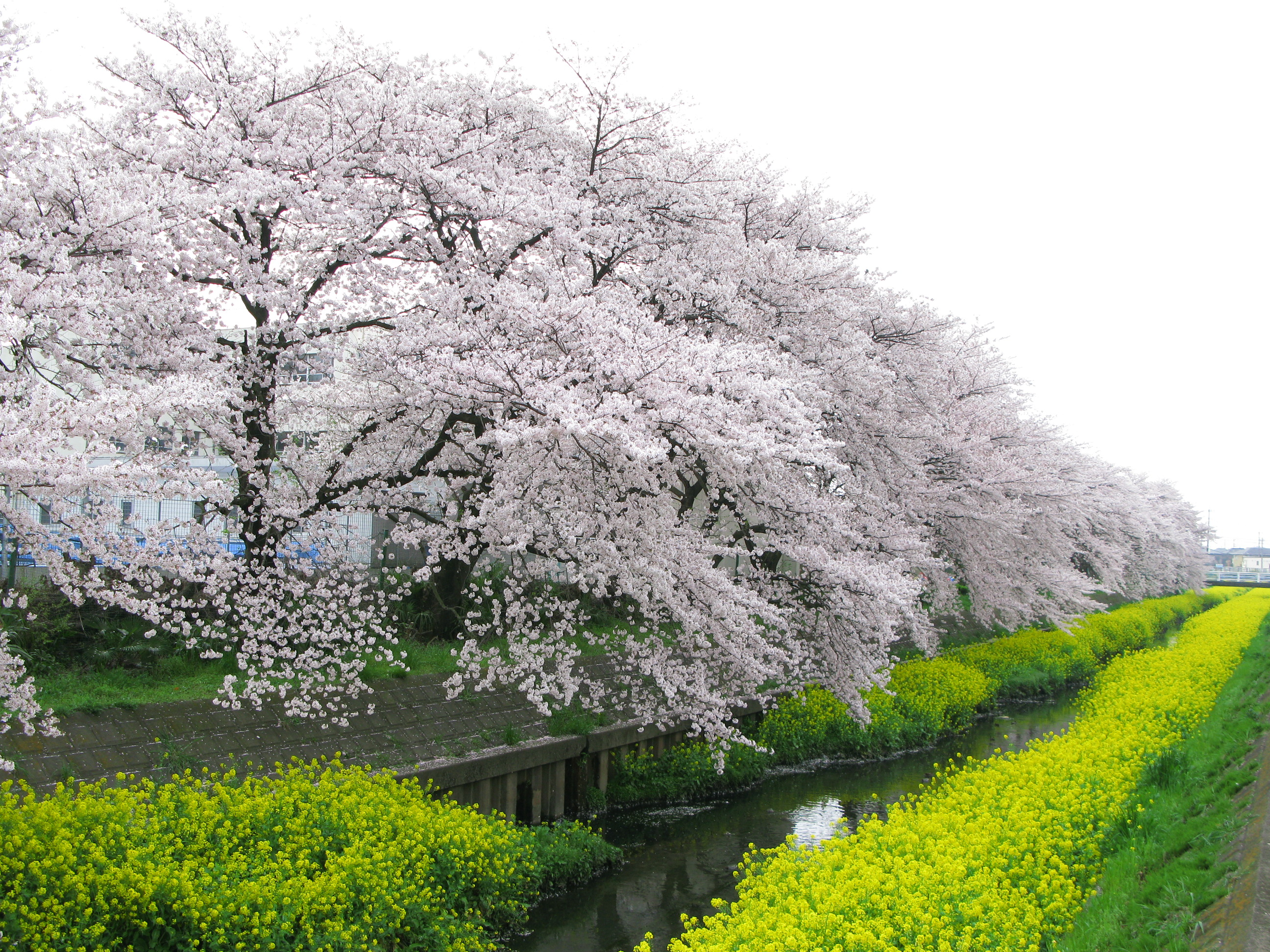
菜の花と桜に包まれる芝川（上尾市本町一本杉橋付近）

芝川（しばかわ）は、主に埼玉県東部を流れる一級河川。荒川水系荒川の支流。

## 地理
埼玉県桶川市末広2丁目を発する流れと上尾市菅谷を発する湧水が芝川の源流とされ、この2本の流れが上尾市本町の一本杉橋の北側で合流し、南に流れる。
その後東に流れを変えながらさいたま市の通称見沼田圃の沖積平地のほぼ中央を流れる。この付近の海抜は4 - 5 mである。加田屋川と合流し再び南に流れると、緑区と川口市の境界付近では芝川第一調節池が建設されている。
その後川口市に入り青木水門で芝川と新芝川（芝川放水路）に分かれる。川口市南端の領家水門で新芝川と再合流し、芝川水門で荒川（荒川放水路）に注ぐ。
芝川によって形成された低地は、大宮台地の浦和・大宮支台と片柳支台、鳩ヶ谷支台を隔てている。

## 歴史
さいたま市東部に存在した沼地である見沼に注ぎ、見沼から流れ出て荒川に注いでいた川が芝川の原形である。なお、網代橋から青木水門の付近は古入間川の流路であり、かつての芝川は網代橋までであった。
なお、江戸時代のはじめに、関東郡代の伊奈忠次によって溜井（ため池）に改修されていた見沼が、1728年（享保13年）に干拓されて見沼田圃（見沼たんぼ、さいたま市見沼区、緑区）になると、排水路として見沼田圃の最も低いところが開削されて、現在の芝川の河道がつくられた。さらにその下流も改修されて、芝川は江戸と干拓地を繋ぐ通船路としても用いられた。別名「見沼中悪水」といわれたが、ここでの悪水は汚い水の意ではなく農業用水でない水という意である。なお、現在の網代橋付近から青木水門付近までは江戸時代以前に流れていた旧入間川の流路跡を利用したものである。かつての旧入間川は北東方向に流れ、毛長川方面へ流れていた。
近代には荒川放水路掘削に関連して下流の治水を目指し、1916年（大正5年）より県による水利調査が実施され、1921年（大正10年）から1930年（昭和5年）にかけて現在のさいたま市大宮区堀の内町二丁目から荒川合流点までの河川改修工事および荒川合流点の逆止水門の設置を実施、1940年（昭和15年）には綾瀬川方面へ流れる放水路の建設が始まった。しかし戦争による中断で、開削した放水路（有明橋付近の約1,350 m）は水を湛えたまま放置された。戦後、開削した部分を活用して本流から東寄りに迂回した後に再度本流に合流して荒川に至る形に計画を変更して1955年（昭和30年）から放水路の建設を再開し、1965年（昭和40年）に新芝川（芝川放水路）が完工した。現在、新芝川を芝川の本流としているため、青木水門から先の芝川は「旧芝川」と呼ばれている。
上尾市の上平地区は、流域周辺の宅地化を理由に1989年（平成元年）から1995年（平成7年）にかけてボックスカルバート工法により暗渠化が行なわれ、その上部を親水公園や車道および歩道として改修されている。
1989年（平成元年）「芝川、水とみどりの遊歩道」が手づくり郷土賞（生活の中にいきる水辺）受賞。

## 流域の自治体
埼玉県
桶川市、上尾市、さいたま市、川口市
東京都
足立区

## 水質
かつては市街地を流れるため水質が悪くかつ川口市においては悪臭も漂っていたが、現在は河川流域の地方公共団体ならびに周辺市民の努力により水質は改善し悪臭も解消した。またゴミも減りつつある。2009年（平成21年）に環境省から発表されたデータによると、公共用水域環境基準をはるかに下回るダイオキシン類しか検出されていない。そのため近年は清流を保全させるための努力が行われている。その一例として、綾瀬川共々埼玉高速鉄道線のトンネルを活用して、荒川の水を芝川に注ぐことで水質を保全する工夫が行われている。

## 水害
昭和40年代の中ほどまでは、堤防が整備されておらず、川口市青木地区の天神橋からオートレース場近辺、また辻地区（旧鳩ケ谷市）あたりにかけて、たびたび水害に見舞われた。特に、天神橋付近は特に低い土地があり、床上浸水があった折には、ボートでの避難を余儀なくされるなどした。その後、昭和50年代に入ると堤防も整備され、また、平成を過ぎたあたりからポンプも整備され、現在では浸水被害はなくなった。水害を防ぐため、現在川幅を広げる工事を行っており南側から着工している。

## 市民活動
芝川をテーマにしたアートプロジェクトを推進するため、地元団体が集まり「芝川プロジェクト実行委員会」が設立された。清掃活動である「クリーン作戦」や環境に関する講演会、河川敷に子供たちが作ったフラッグを飾るなどのアート活動を定期的に行っている。2008年5月には、鳩ヶ谷市緑町（現・川口市鳩ヶ谷緑町）自治会が貝を入れたり、一部の交差点などに「芝川にゴミを捨てないで！」などのポスターを貼り付ける等、川の浄化に協力した。

## 橋梁
芝川・旧芝川
- まなび橋[4]（これより上流は暗渠）
- 扇橋
- しあわせ橋
- 一本橋
- 末広橋
- 長浪橋
- 堤橋

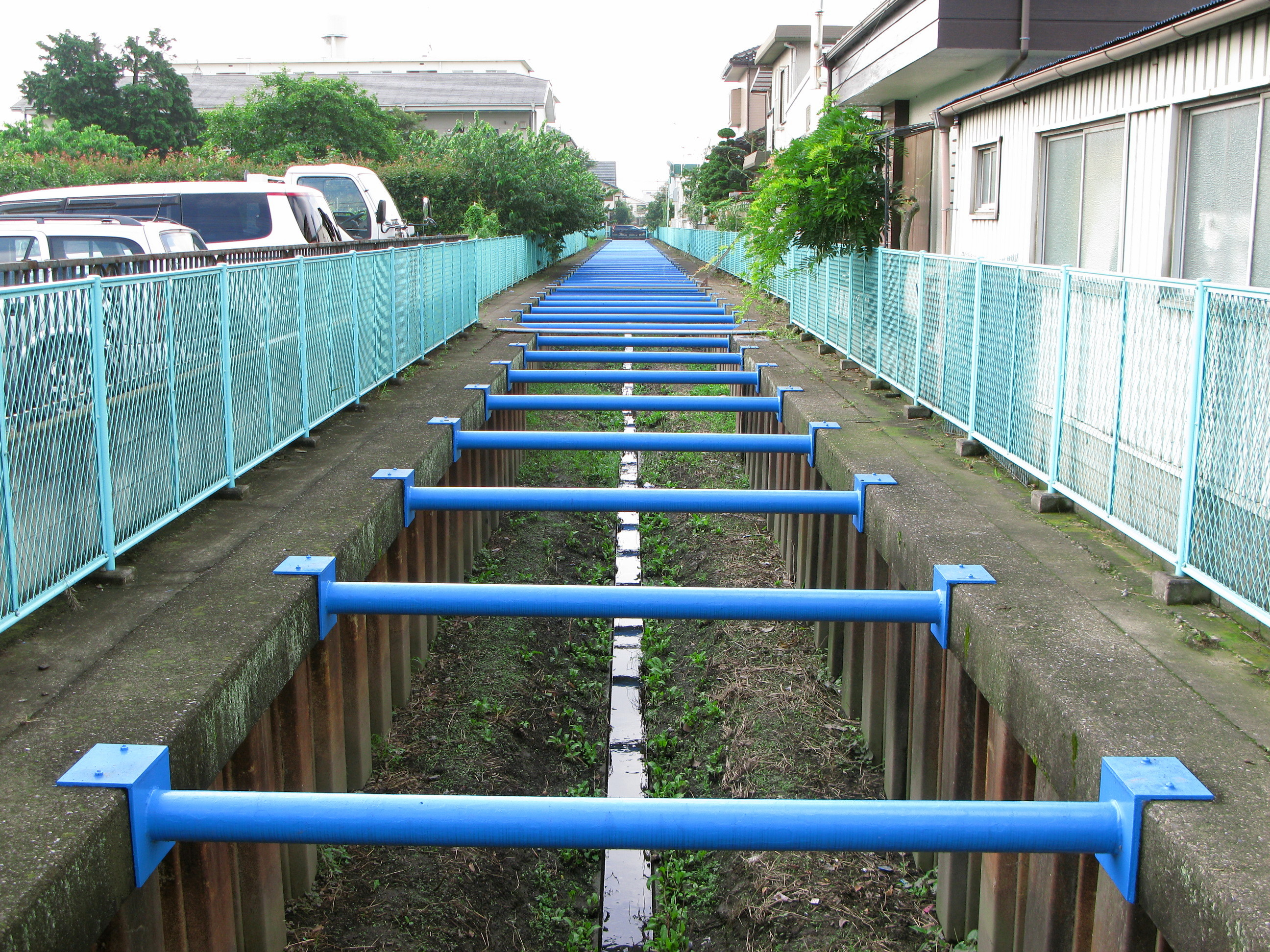
芝川最上流部（桶川市末広）

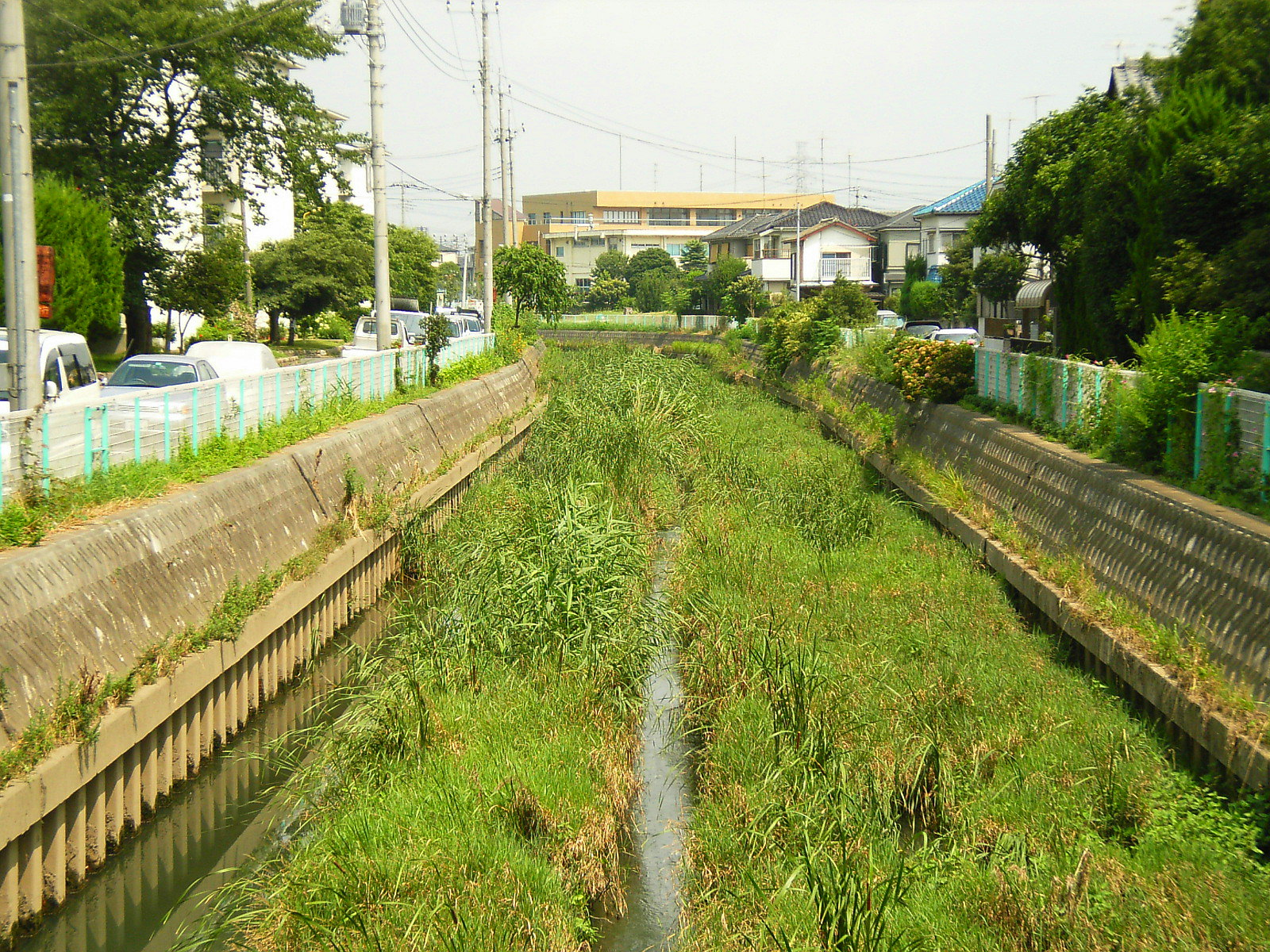
道三橋付近の芝川（上尾市内）

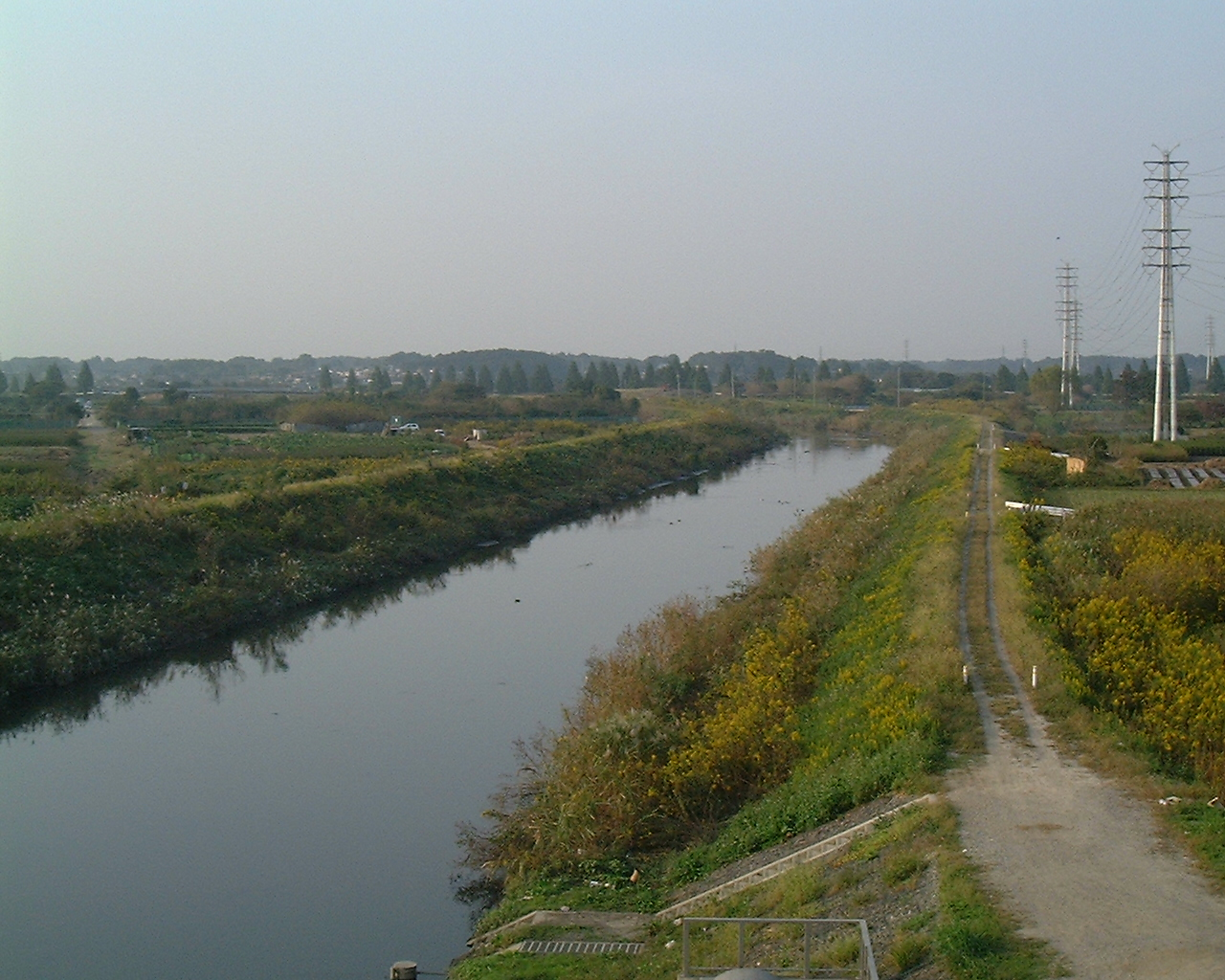
芝川（さいたま市緑区）

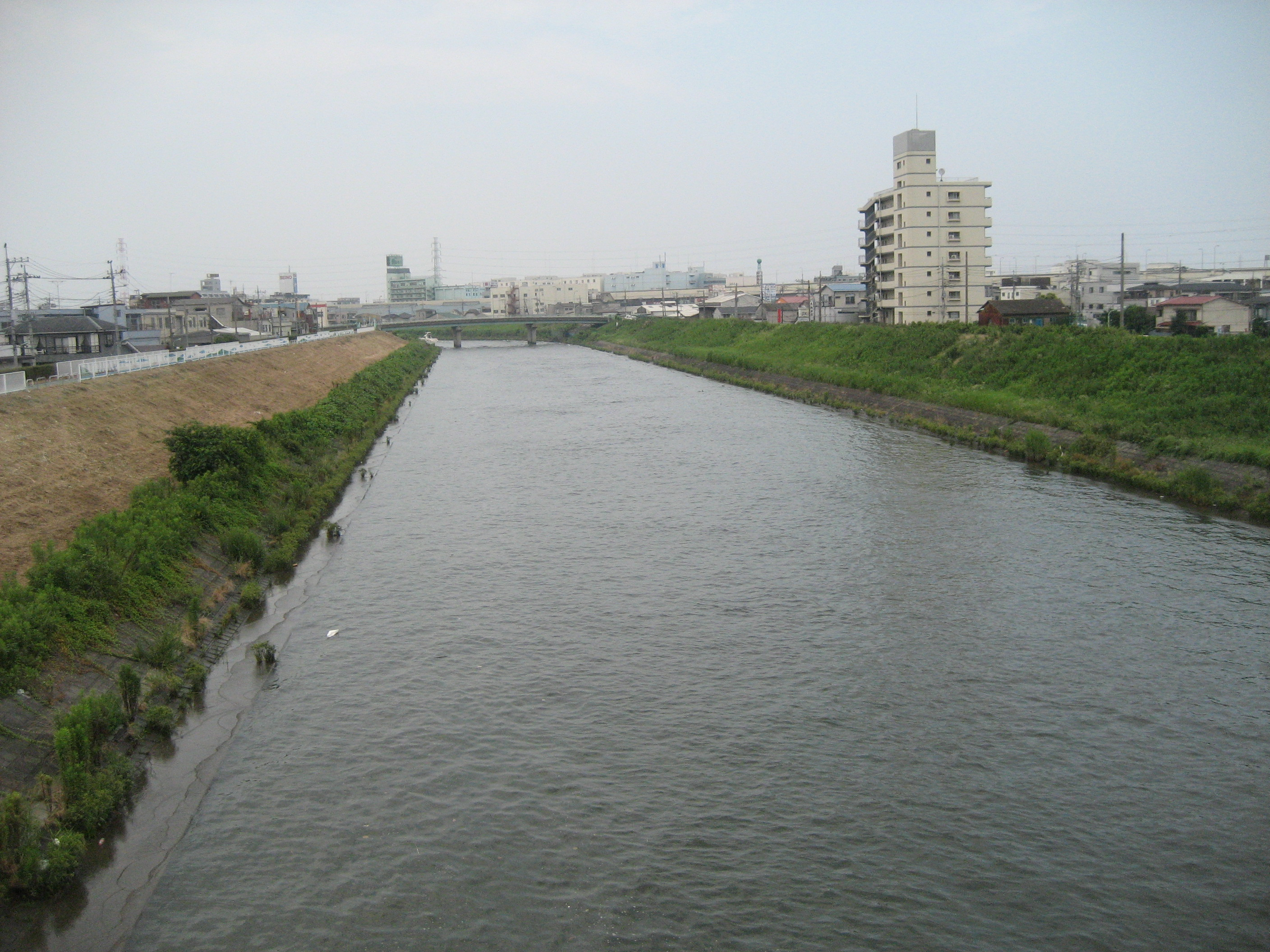
新芝川（川口市内）

- （この間、暗渠。暗渠化前は上流から中橋、氷川橋、坊ノ下橋〈埼玉県道87号上尾久喜線〉が架けられていた[4]。）
- 尾平橋
- ○○橋
- 本町橋
- 一本杉橋
- ひがし橋
- 矢岳橋
- 岡橋
- 道三橋（埼玉県道150号上尾蓮田線）
- 東橋
- 農協橋
- 日の宮橋
- 鎌倉橋
- 国体橋（埼玉県道323号上尾環状線）
- 新橋
- 日の出橋
- 西長橋
- 吉野橋（上尾市道50802号・さいたま市道12721号、2017年8月10日開通[10][11]）
- 東北・上越新幹線・埼玉新都市交通伊奈線芝川橋梁（東北・上越新幹線・ニューシャトル）
- 野原橋（国道16号東大宮バイパス・埼玉県道3号さいたま栗橋線）
- 船橋
- 今羽橋
- 砂伏越（見沼代用水西縁）※一級河川管理区間起点
- 分水橋
- 砂大橋
- 東北本線芝川橋梁（東北本線〈宇都宮線〉）
- 砂橋
- 見沼橋（人道橋）
- 神明下橋（神明橋通り）
- 鷲山橋（市民の森通り）
- 東武野田線芝川橋梁（東武野田線〈東武アーバンパークライン〉）
- 石橋（大和田公園通り）
- (竜神橋)（2021年11月　撤去）
- 境橋（埼玉県道2号さいたま春日部線）
- 稲荷岸橋（人道橋）
- 新橋（埼玉県道214号新方須賀さいたま線）
- 松山橋
- 高鼻橋
- 中川橋
- 片柳橋
- 首都高速埼玉新都心線芝川橋梁（首都高速埼玉新都心線）
- 山口橋
- 大道西橋
- 新大道橋（埼玉県道1号さいたま川口線〈第二産業道路〉）
- 大道橋（埼玉県道65号さいたま幸手線）
- 大道東橋
- 上新宿橋
- 北宿大橋
- 新宿橋
- 宮後橋
- 見沼大橋
- 新見沼大橋（国道463号越谷浦和バイパス）
- 念仏橋（国道463号）
- 武蔵野線芝川橋梁（武蔵野線）
- 桜橋
- 八丁橋歩道橋
- 八丁橋（埼玉県道・東京都道103号吉場安行東京線）
- 通船堀大橋
- 在家人道橋
- 在家橋
- 柳根橋（埼玉県道1号さいたま川口線〈第二産業道路〉）
- 芝川根岸大橋（東京外環自動車道・国道298号）
- 網代人道橋
- 網代橋
- 地蔵橋
- 上根橋（埼玉県道332号根岸本町線）
- 境橋（埼玉県道111号蕨桜町線）
- SKIP橋（都市計画道路里上青木線・2018年3月17日開通。それまでこの50 mほど上流に『ポン・ジョリー』と名付けられた簡易河川歩道橋が仮設されていた。同仮橋の欄干には、設置当時近隣だった旧鳩ヶ谷市・川口市の小学生らによる『鳩ヶ谷・川口の未来』をテーマにした絵画を耐久処理されたパネルが常時展示されていた）
- 天神橋
- 上青木橋（青木水門）
- 新青木橋
- 五右衛門橋
- 新朝日橋
- 朝日橋
- 青木橋
- 新橋
- 中の橋
- 芝川橋
- さくら橋
- 上の橋（国道122号）
- 中央橋
- （埼玉高速鉄道線※地下で交差）
- 門樋橋
- 仙元橋
- 梛木の橋
- 榎木橋
- 芝川水門橋

新芝川
※天神橋下流より分岐し、山王橋の下流で旧芝川と合流する。
- 汐入橋
- 千歳橋
- 鳩ヶ谷大橋（国道122号・埼玉高速鉄道線※地下で交差）
- 白鷺橋
- 有明橋
- あずま橋

- 入谷大橋
- 南平大橋（埼玉県道104号川口草加線）
- 新芝川橋
- 花の枝橋
- 稲荷橋
- 順信橋

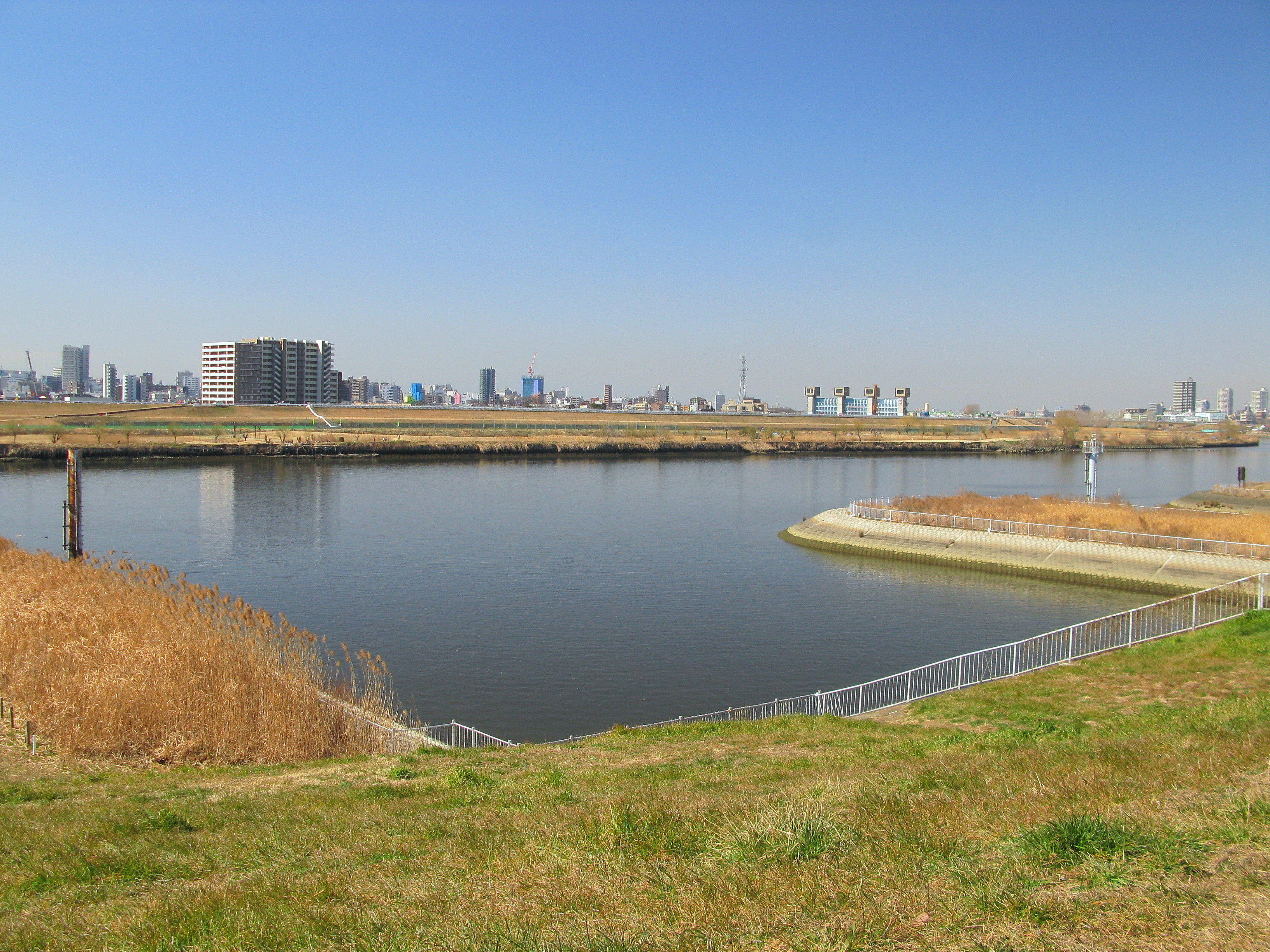
芝川と荒川の合流点

- 領家橋（東京都道・埼玉県道107号東京川口線）
- 山王橋

## 支流
- 皇山川
- 山崎排水路
- 加田屋川
- 藤右衛門川
- 藤右衛門放水路
- 笹根川
- 永堀川
- 竪川
- 旧芝川（芝川放水路開削後、現芝川の分流となる）